# 경인옛로
경인옛로(Gyeonginyet-ro)는 경기도 부천시 소사구 소사본동에서 괴안동까지 이르는 부천시도로, 총 연장은 1.398 km이다. 도로의 명칭이 유래된 것은 경인국도가 건설되기 전에 이용되던 주요한 도로로서 옛 이미지를 살려 붙여진 이름이다.

## 역사
- 2009년 11월 11일 이전 : 도로명주소 시행 이전에는 경인옛길이라는 명칭을 사용함.
- 2009년 11월 12일 : 도로명으로 경인옛로를 고시

## 주요 경유지
- 부천시 (소사구)
  - 소사본동 - 괴안동

## 접촉하는 도로
- 호현로 (국도 제39호선)
- 경인로 (국도 제46호선)
- 소사로
- 소안로
- 범안로
- 지봉로 (직결)

## 주요 건물 및 시설
- 소사메디파크 (경인옛로 3/소사구 소사본동 70)
- 양지타운 (경인옛로 16/소사구 소사본동 68-5)
- SHC타워 (경인옛로 22/소사구 소사본동 75)
- 부천 한신더휴 메트로 (경인옛로 25/소사구 소사본동 70-16)
- 하림골든뷰 2차 (경인옛로 53/소사구 소사본동 65-18)
- 소사본동 행정복지센터, 소사어울마당 (경인옛로 73/소사구 소사본동 64)
- 금상그랜드빌 (경인옛로 83/소사구 소사본동 57-9)
- 미림홈타운 (경인옛로 89/소사구 소사본동 56-22)
- 삼신아파트 (경인옛로 91/소사구 소사본동 56-5)
- 리체팰리스 (경인옛로 93/소사구 소사본동 56-12)
- 대성아파트 (경인옛로 97/소사구 소사본동 55-3)
- 라온107 (경인옛로 107/소사구 괴안동 6-11)
- 에디션아파트 (경인옛로 111/소사구 괴안동 6-10)
- 부천 한스플라자 (경인옛로 115/소사구 괴안동 6-5)
- NY빌딩 (경인옛로 116/소사구 괴안동 38-10)
- NY VIEW (경인옛로 118/소사구 괴안동 39)
- 청석빌라 (경인옛로 123/소사구 괴안동 4-8)
- 정일빌딩 (경인옛로 123-1/소사구 괴안동 4-7)
- 부천동광교회 (경인옛로 130/소사구 괴안동 3-4)
- 드라포레아파트 (경인옛로 136/소사구 괴안동 3-14)
- 타이어뱅크 (경인옛로 140/소사구 괴안동 3-28)

## 같이 보기
- 경인로
- 동수로 - 이와 비슷한 예전 경인로 구간 관련 도로